# Naomi Alderman
Naomi Alderman, född 1974, är en brittisk författare.
För romanen The Power, som har beskrivits som feministisk science fiction, tilldelades hon Women's Prize for Fiction 2017. För debutromanen Disobedience fick hon Orange Award for New Writers 2006. The Power har filmatiserats och TV-serien med samma namn kommer att ha premiär 31 mars 2023.